# Sinji Vrh
Sinji Vrh – wieś w Słowenii, w gminie Črnomelj. W 2018 roku liczyła 69 mieszkańców.